# Tentzerow
Tentzerow ist ein Ortsteil der Gemeinde Hohenmocker im Nordosten des Landkreises Mecklenburgische Seenplatte. Die Gemeinde liegt südlich von Demmin. Sie gehört dem Amt Demmin-Land an, das seinen Verwaltungssitz in der Stadt Demmin hat.

## Geografie
Tentzerow liegt 13 km südöstlich von Demmin und 15 km nordwestlich von Altentreptow. Durch die Gemeinde fließt der Strehlower Bach, welcher später bei der Leistenower Mühle in den Augraben mündet. Die Gemeinde liegt auf einer zerschnittenen Hochfläche von 40 bis 50 m über NHN.
Nördlich des Strehlower Baches verläuft der Oser von Hohenbrünzow bis südlich von Hohenmocker über 2,5 km und endet nahe Tentzerow, dort wurden viele Sandgruben genutzt.

Tentzerow zwischen 1880 und 1920

## Ort- und Guts-Geschichte
Unmittelbar an der Dorfstraße von Tentzerow befindet sich ein bronzezeitlicher (1800 bis 600 vdZ) Schälchenstein (Kultstein). Ob das sein originaler Standort war, ist nicht mehr zu ermitteln. Eine ältere Besiedlung des Ortes wurde auch durch eine ausgedehnte altslawische bis jungslawische (600 bis 1200) Siedlung am Ziegenberg nachgewiesen.
Im Gutspark befindet sich am Rande des Teiches eine frühdeutsche (1230 bis 1400) Turmhügelanlage, die als Ausgangspunkt für die Gründung des Ortes anzusehen ist. Dieses Bodendenkmal hat durch seine Erhaltung und seine Ausführung regionale Bedeutung. Der Turmhügel befindet sich am östlichen Rand des ehemaligen Gutsteiches, aus dem Ufer herausgeschnitten. Ein 20 m breiter wasserführender Graben schützt die Anlage. Der Hügel ist steil geböscht, etwa 5 m hoch und hat ein Plateau von 8 × 10 m.
Tentzerow war von Alters her ein Lehen der Familie von Voß und wurde in den Urkunden als „Denczerow“ und als Rittergut bezeichnet. Eine Windmühle und 12 Feuerstellen waren verzeichnet.
Die schwedischen Matrikelkarten von 1698 zeigen den Ort mit 13 Gebäuden und einer Kapelle. Letztere wurde wohl später abgerissen, denn sie tauchte in keinen Karten mehr auf.
Am 26. März 1720 schenkte König Friedrich Wilhelm I. das Gut dem Adrian Bernhard von Borcke, seines Zeichens preußischer Generalleutnant. Der verkaufte es am 20. Dezember 1726 an Ilse Catarina Normann und deren drei Söhne Bogislaw Balthasar, Caspar Ludwig und Carl Friedrich für 16.666 Thaler. Tentzerow und Hohenmocker wurden so ein Lehen der Familie Normann. Nach dem Tod des letzten Bruders Carl Friedrich von Normann 1776 geriet das Gut in Konkurs und wurde von Landschaftsdirektor und Landrat Heinrich Peter von Podewils für 24.150 Thaler ersteigert. Es wurde ihm am 3. Februar 1777 übergeben und am 8. Mai 1777 vom König bestätigt. Nach dessen Tod 1799 kaufte der bürgerliche Kaufmann Christian Gottlieb Krause das Gut. Sein nobilitierter Sohn Gottlieb Ferdinand von Krause wurde am 18. Januar 1817 in den Adelsstand erhoben.
Das preußische Urmesstischblatt (PUM) von 1835 zeigt deutlich ein großes kompaktes Gut mit südlichem Barockpark und nördlichem Landschaftspark am Teich, sogar die Turmhügelburg ist eingezeichnet. Das Dorf ist um einen Anger am östlichen Ende des Gutes platziert.
Der Hauptkörper des zweigeschossigen Gutshauses ist ein Umbau vom Beginn des 19. Jahrhunderts. Das ehemalige Herrenhaus ist ein zweigeschossiger Putzbau mit litenartiger Kolossalgliederung. An der Hofseite ein einachsiger Seitenrisalit und eine breite Auffahrt. An der Gartenseite befindet sich ein dreiachsiger Mittelrisalit mit Dreiecksgiebel. 1839 kaufte die Familie von Seckendorff das Gutshaus mit dem dazugehörigen Landbesitz, für den jungen Freiherrn Carl von Seckendorff (1820–1861), welches seine Erben in Besitz hielten. Die Familie gab für den Kauf 200.000 Thaler aus, Tentzerow war ein allodiales Rittergut mit Nebengut in Sternfeldt. Die Witwe Anna Freifrau von Seckendorff, geb. von Michael-Ihlenfeld (1830–1894), heiratete dann den Diplomaten Carl von Gamm (1821–1877). Schloss Tentzerow wurde auch von anderen Familienmitgliedern bewohnt, so von Adolf von Seckendorff (1846–1916) mit seiner Frau Martha von Heyden-Plötz, und ihren damaligen drei Töchtern. Zu der Zeit bestand das Dorf aus 7 Wohn-, 17 Wirtschaftsgebäuden, hatte 96 Einwohner in 15 Familien. 1871 hatte Tentzerow 10 Wohnhäuser mit 21 Haushaltungen und 122 Einwohner, 1867 waren es nur 111. Alle waren Mitglied der evangelischen Konfession. Um 1880 war das Gut lt. Messtischblatt (MTB) erweitert und modernisiert worden. Auch der Dorfteil wurde erweitert. Bis nach 1920 lt. MTB hat sich nichts mehr verändert. Auch nach 1916 sind die Freiherren von Seckendorff als Gutsherren nachzuweisen. Adolf Freiherr von Seckendorff-Aberdar besaß Tentzerow mit 549 ha, Siedenbüssow mit 603 ha mit sowie Sternfeld mit 350 ha. Sein Hauptsitz war aber Gut und Schloss Broock. Tentzerow war in Verwaltung seines ältestens Sohnes Hans Freiherr von Seckendorff-Aberdar. Hans (Hans Adolf Wichard) von Seckendorff (1883–1934) erbte dann 1916 Gut Tentzerow und alle vorgenannten Güter, wohnte aber als Fideikommissherr in Brook. Seine Mutter Martha lebte 1920 im Gutshaus Tentzerow. Die Familie von Seckendorff konnte nach einer Verschuldung Teile des Hauptgutes Broock retten, Gut Tentzerow aber nicht. So wurde das hiesige Gut später ausgesiedelt. Der letzte Gutsbesitzer, nach wenigen Monaten wieder geschieden von seiner Ehefrau Eva Bier, Tochter des August Bier und der Anna Esau, starb nur wenige Jahre danach in Kiel.
Das Gutshaus war bis 1934 Hauptsitz der Siedlungsgesellschaft der Gesellschaft zur Förderung der inneren Kolonisation Berlin-Dahlem, die Organisation wurde dann aber im Zuge von weiteren Gleichschaltungsmaßnahmen vom NS-Regime aufgelöst. Um 1939 war im Ort nur noch ein größerer Erbbauernhof der Familie A. Baumann. Nach 1945 nutzte der Rat der Gemeinde das Gebäude u. a. für Wohnungen. Das Gutshaus ist zwar erhalten, aber fast ruinös (Stand 2025) und im Besitz eines Berliner Schauspielers, der es nun seit Jahren stufenweise saniert. Die Gutsanlage und Park sind nur noch in Resten vorhanden.
Von der Bodenreform in der Sowjetischen Besatzungszone war Tentzerow direkt betroffen. Die hier jetzt vorhandenen Flüchtlinge erhielten Land aus dem enteigneten Gut und errichteten sich nachfolgend Neubauernsiedlungen westlich und östlich des ehemaligen Gutes. Nach 1960 waren sicher alle Bauern in einer Landwirtschaftliche Produktionsgenossenschaft (LPG), im jetzt vergrößerten Dorf wurde eine Agraranlage in den Resten des Gutes errichtet.
Tentzerow war der ursprüngliche Name der Gemeinde Hohenmocker. Die Änderung erfolgte am 1. Januar 1951.
Der vorpommersche Kreis Demmin wurde am 25. Juli 1952 nach Auflösung der Länder dem neu gebildeten Bezirk Neubrandenburg zugeordnet. Am 12. Juni 1994 wurde der Kreis seit dem 17. Mai 1990 wieder als Landkreis bezeichnet. Das Gebiet bildete seither bis zur Kreisgebietsreform 2011 den Landkreis Demmin.

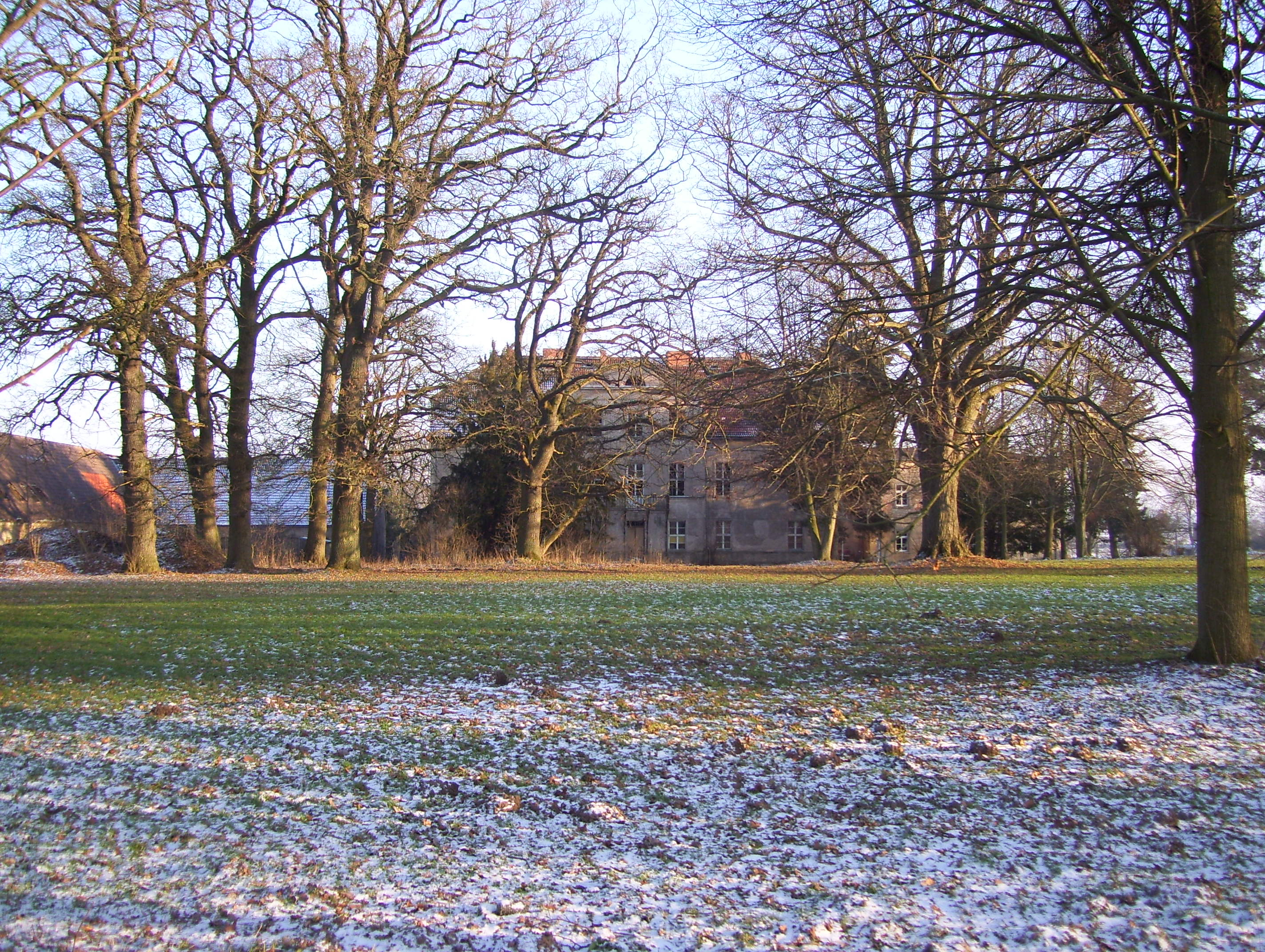
Herrenhaus Tentzerow. 2011.

## Kultur und Sehenswürdigkeiten

### Bauwerke
- Klassizistisches, zweigeschossiges, zwölfachsiges Gutshaus Tentzerow von nach 1800 mit Lenné-Park von 1829[17]

### Grünflächen und Naherholung
- Oser von Hohenbrünzow bis südlich von Hohenmocker über 2,5 km

## Wirtschaft und Infrastruktur
Östlich des Ortes verläuft die A 20, sie ist über die Anschlussstelle Jarmen zu erreichen. Durch die Gemeinde verläuft die Bahnstrecke Neustrelitz-Stralsund (Berliner Nordbahn) und nördlich die Bundesstraße 110.

## Persönlichkeiten
- Adam Friedrich von Trampe (1650–1704), dänischer General
- Georg Balthasar von Normann (1721–1795), preußischer General